# Batterio mangia plastica
I batteri che mangiano nylon sono una diramazione del batterio Flavobacterium che è in grado di digerire alcuni sottoprodotti di produzione di nylon 6. Questo ceppo di Flavobacterium sp. KI72, è diventato popolarmente noto come batteri che mangiano nylon e gli enzimi usati per digerire le molecole artificiali sono diventate popolarmente conosciute come nylonase.

## Scoperta

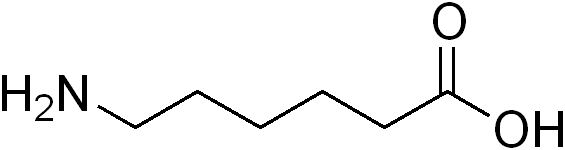
Struttura chimica del 6-acido aminohexanoico

Nel 1975 una squadra di scienziati giapponesi ha scoperto un ceppo di Flavobacterium, che vive in stagni contenenti acqua di scarico da una fabbrica di nylon, capace di digerire alcuni sottoprodotti di nylon 6, come il dimero lineare di 6-aminohexanoato. Queste sostanze non sono note per esistere prima dell'invenzione del nylon nel 1935.
Ulteriori studi hanno rivelato che i tre enzimi che i batteri usavano per digerire i sottoprodotti erano significativamente diversi da tutti gli altri enzimi prodotti da altri ceppi di Flavobacterium (o, in tal caso, da altri batteri) e non efficaci su qualsiasi altro materiale Rispetto ai sottoprodotti di nylon artificiali.

## Ricerche successive
Questa scoperta condusse il genetista Susumu Ohno in un articolo pubblicato nell'aprile 1984 per speculare che il gene per uno degli enzimi, l'idrolasi dell'acido 6-aminohexanoico, era venuto dalla combinazione di un evento di duplicazione del gene con una mutazione frameshift. Ohno ha suggerito che molti nuovi geni unici si sono evoluti in questo modo.
Un documento del 2007 che ha descritto una serie di studi condotti da una squadra guidata da Seiji Negoro dell'Università di Hyogo, in Giappone, ha suggerito che in realtà nessuna mutazione di framshift è stata coinvolta nell'evoluzione dell'idrolasi di acido 6-aminohexanoico. Tuttavia, molti altri geni sono stati scoperti che si sono evoluti per duplicazione genica seguito da una mutazione frameshift che colpisce almeno una parte del gene
Un documento del 1995 ha dimostrato che gli scienziati hanno anche potuto indurre un'altra specie di batteri, Pseudomonas aeruginosa, ad evolvere la capacità di abbattere gli stessi sottoprodotti di nylon in un laboratorio costringendoli a vivere in un ambiente senza altra fonte di nutrienti. Il ceppo P. aeruginosa non sembrava utilizzare gli stessi enzimi che erano stati utilizzati dal ceppo Flavobacterium originario.
Come descritto in una pubblicazione del 1983, altri scienziati hanno potuto ottenere la capacità di generare gli enzimi da trasferire dal ceppo Flavobacterium ad un ceppo di batteri E. coli attraverso un trasferimento di plasmide.

## Ruolo nello studio dell'evoluzione
C'è un consenso scientifico che la capacità di sintetizzare la nylonase probabilmente si è sviluppata come una mutazione singola che si è propagata perché ha migliorato l'idoneità dei batteri in possesso della mutazione. Ancora più importante: l'enzima coinvolto è stato prodotto da una mutazione completamente randomizzata al gene originale. Nonostante questo, il nuovo gene aveva ancora, anche se debole, capacità catalitica. Questo è visto come un buon esempio di come le mutazioni possano facilmente fornire la materia prima per l'evoluzione mediante la selezione naturale.